# Lunapark Buckow (Märkische Schweiz)

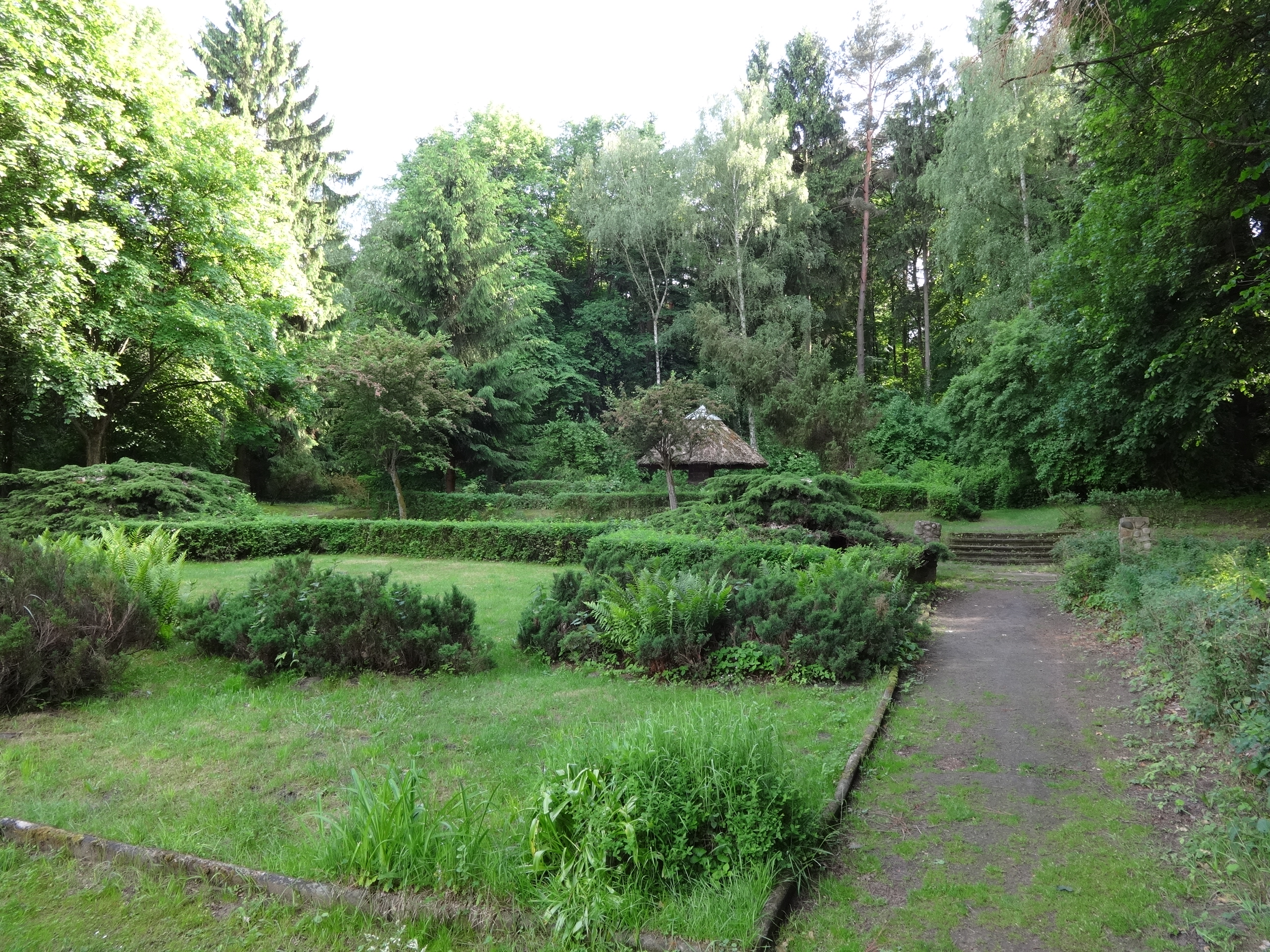
Lunapark, Mai 2014

Der Lunapark ist ein Teil des Kurparks von Buckow, einer amtsangehörigen Stadt im Landkreis Märkisch-Oderland in Brandenburg.

## Lage und Gestaltung
Der Park liegt südwestlich der Altstadt von Buckow zwischen dem Buckowsee und der Buckowseepromenade. Diese stellt auch den Zugang von Süden in den Park dar. Von Norden her besteht ein Zugang über die Werderstraße und den Gummiweg. Dabei handelt es sich um eine Verbindung zwischen der Werderstraße und dem Park. Der teilweise mit Robinienpfählen ausgelegte Knüppeldamm ermöglicht eine Überquerung des teilweise moorigen Untergrundes des Schwarzerlenbruchs. Westlich kann der Park über die Bertolt-Brecht-Straße am Brecht-Weigel-Haus entlang betreten werden. Er ist Teil des „Terrainkurwegenetzes“ der Stadt.
In der Mitte des Parks befindet sich ein doppelt kreisförmig eingefasster Fußweg, der im Mai 2014 von Spontanvegetation überwuchert war. Im westlichen Bereich ist eine Schutzhütte aufgestellt; in Richtung Buckowsee befindet sich hinter einer Rasenfläche ein überdachter Aussichtspunkt, der einen Panoramablick auf die Altstadt mit der Stadtpfarrkirche ermöglicht. Südlich der Rasenfläche geht der Park in den Eiszeitgarten über. Von dort aus führt ein Weg auf die Ferdinandshöhe. Dort gibt es seit längerem Überlegungen, einen Aussichtsturm zu errichten.